# Papstwahl 1276
Die Papstwahl von September 1276 war die dritte Wahl in diesem Jahr und die einzige, die kein Konklave war.

## Wahl von Johannes XXI.

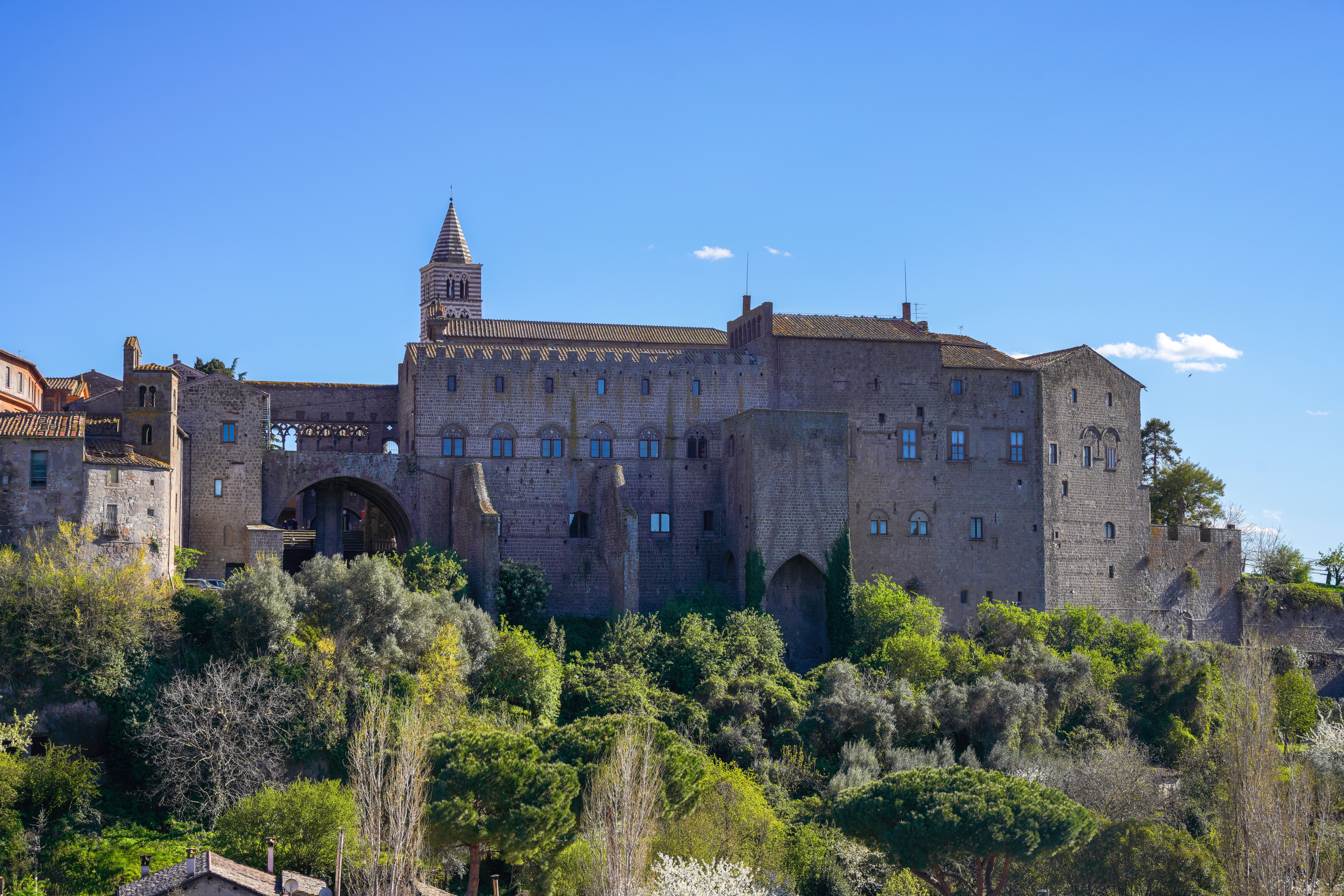
Papstpalast in Viterbo

Papst Hadrian V. starb am 18. August 1276 in Viterbo nach einem Pontifikat von nur 38 Tagen ohne formale Weihe. Seine einzige Amtshandlung war die Aufhebung der Bulle Ubi periculum über die Wahl eines Papstes in Konklave-Form.
Die Zahl der beim Tod Hadrians in Viterbo anwesenden Kardinäle ist unklar. Simon de Brion war als Legat in Frankreich und zumindest Vicedomino de Vicedominis und wohl auch Riccardo Annibaldi waren krankheitsbedingt in Rom. Die übrigen Kardinäle warteten die Ankunft Vicedominis’ ab. Er kam Anfang September nach Viterbo und starb dort am 6. des Monats.
Die verbleibenden zehn (oder neun?) Kardinäle fuhren mit der Papstwahl fort. Es gab zwei Fraktionen im Kardinalskollegium, Italiener und Franzosen, von denen keine genügend Stimmen hatte, um den eigenen Kandidaten durchzubringen. Auf Anweisung von Giovanni Gaetano Orsini wählten die Kardinäle am Ende den einzigen neutralen Teilnehmer, den Portugiesen João Pedro Julião, den Bischof von Frascati. Die zeitgenössischen Chroniken sind sich uneins über den Tag seiner Wahl, es werden Daten zwischen 8. und 17. September genannt. Am wahrscheinlichsten scheint der 15. September zu sein.
Aufgrund von Fehlern in der Nummerierung der Päpste mit Namen Johannes nahm Julião den Namen Johannes XXI. an, obwohl es keinen Papst Johannes XX. gegeben hatte. Er wurde am 20. September feierlich von Orsini gekrönt.

## Die Legende über den gewählten Papst Gregor XI.
Nach einem späteren Bericht, der vermutlich in den Kirchenkreisen von Piacenza entstand und von franziskanischen Historikern bekannt gemacht wurde, wurde Kardinal Vicedomino de Vicedomini, Bischof von Palestrina und (angeblich) Dekan des Kardinalskollegiums, am 5. September zum Papst gewählt und nahm den Namen Gregor XI. in Gedenken an seinen Onkel Gregor X. an. Allerdings starb er Stunden nach seiner Wahl und bevor sie bekannt gemacht werden konnte.
Die Geschichte, obwohl wiederholt von bekannten Autoren (darunter Lorenzo Cardella, Gaetano Moroni oder aus jüngerer Zeit Francis Burkle-Young) aufgegriffen, hat mehrere Schwachpunkte. Die zeitgenössischen Berichte wissen nichts über einen gewählten Papst Gregor XI. Seine Wahl ist in keiner Chronik erwähnt und Papst Johannes XXI. erwähnt ihn nicht in seiner Bulle, mit der er seine Wahl verkündet – im Gegenteil: er nennt Hadrian V. als seinen direkten Vorgänger. Der mittelalterliche Nekrolog der Kathedrale von Piacenza berichtet nur: obiit Vicedominus quondam ep. Paenestrinus anno 1276… ohne Hinweis auf seine Wahl zum Papst.
Falsch, zumindest zweifelhaft, sind andere Details der Geschichte. Vicedomino wurde angeblich unter dem Einfluss seines Verwandten, des Kardinalbischofs von Sabina Giovanni Visconti, gewählt – zu dieser Zeit gab es keinen Kardinal dieses Namens, das Bistum Sabina hatte damals, bis 1277 gut dokumentiert, Bertrand de Saint-Martin inne. Auch die Aussage, dass Vicedomino Dekan des Kollegiums war (d. h. der erste in der Rangordnung), scheint ungenau zu sein – in den Bullen Gregors X., die die Kardinäle enthalten, geht ihm immer João Pedro Julião voraus.
Alle diese Tatsachen legen nahe, dass die Geschichte über einen gewählten Papst Gregor XI. falsch ist.

## Wahlberechtigte
| Kardinal                        | Herkunft            | Rang und Kardinalstitel                                 | Erhoben am        | durch        | Anmerkungen                                                                                |
| ------------------------------- | ------------------- | ------------------------------------------------------- | ----------------- | ------------ | ------------------------------------------------------------------------------------------ |
| João Pedro Julião               | Portugal            | Kardinalbischof von Frascati                            | 3. Juni 1273      | Gregor X.    | Papst Johannes XXI.                                                                        |
| Bertrand de Saint-Martin O.S.B. | Frankreich          | Kardinalbischof von Sabina                              | 3. Juni 1273      | Gregor X.    |                                                                                            |
| Simone Paltanieri               | Monselice bei Padua | Kardinalpriester von Santi Silvestro e Martino ai Monti | 17. Dezember 1261 | Urban IV.    | Kardinalprotopriester                                                                      |
| Anchero Pantaléon               | Frankreich          | Kardinalpriester von Santa Prassede                     | Mai 1262          | Urban IV.    | Neffe von Urban IV.                                                                        |
| Guillaume de Bray               | Frankreich          | Kardinalpriester von San Marco                          | Mai 1262          | Urban IV.    |                                                                                            |
| Riccardo Annibaldi              | Rom                 | Kardinaldiakon von Sant’Angelo in Pescheria             | 1238              | Gregor IX.   | Kardinalprotodiakon, Kardinalprotektor des Augustinerordens                                |
| Giovanni Gaetano Orsini         | Rom                 | Kardinaldiakon von San Nicola in Carcere                | 28. Mai 1244      | Innozenz IV. | Generalinquisitor und Kardinalprotektor des Franziskanerordens; später Papst Nikolaus III. |
| Giacomo Savelli                 | Rom                 | Kardinaldiakon von Santa Maria in Cosmedin              | 17. Dezember      | Urban IV.    | später Papst Honorius IV.                                                                  |
| Goffredo da Alatri              | Alatri              | Kardinaldiakon von San Giorgio in Velabro               | 17. Dezember 1261 | Urban IV.    |                                                                                            |
| Matteo Rubeo Orsini             | Rom                 | Kardinaldiakon von Santa Maria in Portico               | Mai 1262          | Urban IV.    | Neffe von Papst Nikolaus III.                                                              |

Ein Kardinal verstarb während der Sedisvakanz:
| Kardinal                  | Herkunft | Rang und Kardinalstitel        | Ernannt am   | durch     | Anmerkungen                                           |
| ------------------------- | -------- | ------------------------------ | ------------ | --------- | ----------------------------------------------------- |
| Vicedomino de Vicedominis | Piacenza | Kardinalbischof von Palestrina | 3. Juni 1273 | Gregor X. | Neffe von Papst Gregor X.; starb am 6. September 1276 |

Ein Kardinal nahm an der Papstwahl nicht teil:
| Kardinal       | Herkunft   | Rang und Kardinalstitel                          | Ernannt am        | durch     | Anmerkungen                                  |
| -------------- | ---------- | ------------------------------------------------ | ----------------- | --------- | -------------------------------------------- |
| Simon de Brion | Frankreich | Kardinalpriester von Santa Cecilia in Trastevere | 17. Dezember 1261 | Urban IV. | Legat in Frankreich; später Papst Martin IV. |